# Xã Freehold, Quận Warren, Pennsylvania
Xã Freehold (tiếng Anh: Freehold Township) là một xã thuộc quận Warren, tiểu bang Pennsylvania, Hoa Kỳ. Năm 2010, dân số của xã này là 1.510 người.